# Għ (digramme)
Cette page contient des caractères spéciaux ou non latins. S’ils s’affichent mal (▯, ?, etc.), consultez la page d’aide Unicode.
Pour les articles homonymes, voir Gh.
Għ (minuscule għ) est un digramme de l'alphabet latin composé d'un G et d'un H barré (Ħ).

## Linguistique
- En maltais, le digramme « għ » correspond généralement à [ħ] ou à [ʕ].

## Représentation informatique
Comme la majorité des digrammes, il n'existe aucun encodage de Għ sous un seul signe, il est toujours réalisé en accolant les lettres G et Ħ,.